# Alexandre Vattemare
 (janvier 2023).
Nicolas Marie Alexandre Vattemare, né le 17 brumaire an V (7 novembre 1796) à Paris 4e et mort le 7 avril 1864 à Paris 17e, est un ventriloque et philanthrope français, créateur du premier système d'échange culturel international.

## Ventriloque
Alexandre Vattemare grandit à Lisieux, où sa mère, qui désirait le voir embrasser la vie religieuse, l’avait mis au séminaire. Il se découvre très jeune un extraordinaire don de ventriloquie, dont il use abondamment pour faire des farces à son entourage. Après ses études, il est brièvement aide-chirurgien à l’hôpital Saint-Louis à Paris, établissement dont il aurait été renvoyé pour avoir fait parler les cadavres des leçons d'anatomie.
En 1814, il part pour Berlin, accompagnateur de 400 soldats prussiens blessés ou atteints du typhus, et c’est en Prusse, parce que les événements politiques lui interdisent de revenir en France, qu’il commence sa carrière de ventriloque. Au talent d’émettre des sons sans remuer les lèvres s’ajoute la faculté étonnante de donner l’illusion qu’ils proviennent d’un placard, d'une statue ou d’une pièce voisine, et un génie peu commun de l’imitation et de la transformation physique.
Une longue tournée lui fait parcourir l’Allemagne, les Pays-Bas, puis le Royaume-Uni. En 1821, à l’Adelphi Theatre de Londres, il interprète à lui seul les seize personnages des Rogueries of Nicholas. À l’apogée de sa carrière, sa célébrité est telle que, dans les pays anglophones, son nom de scène, « Monsieur Alexandre » est à la ventriloquie ce que Frégoli sera au transformisme ou Robert-Houdin à la prestidigitation.
Fortune faite, il retourne en France en 1826, s’installe à Marly-le-Roi et poursuit sa carrière à travers toute l’Europe, avant de se rendre, en 1839, aux États-Unis et au Canada.

## Créateur du système international d’échange
Au cours de ses tournées, Monsieur Alexandre a constitué de remarquables collections de médailles, d’estampes et d’autographes. Esprit curieux, de commerce agréable, et très entreprenant, il a recherché la compagnie des savants et des érudits, et, partout applaudi par les princes et la bonne société, a noué un vaste réseau de relations. Or, en visitant dans toutes les villes qu’il a traversées les cabinets de curiosités, les musées et les bibliothèques publiques, il a été frappé par le grand nombre de doubles qu'on trouvait dans leurs collections.
Dès 1833, il commence l’œuvre qui l’accaparera jusqu’à la fin de sa vie et constituera sa seconde carrière : la conception, la mise en œuvre et l’administration d’un système international qui permette la diffusion des connaissances par l'échange : le « Système d’échange international scientifique, littéraire et agricole ». « Recevoir de ceux qui ont pour remettre à ceux qui n’ont pas » est la devise philanthropique de l’agence qu’il crée à cette fin.
Inlassablement, jusqu’à son dernier souffle, il dépense une énergie considérable en visites, en rapports et en correspondance, pour obtenir des autorités des doubles de livres, de publications administratives, mais aussi des fossiles, des échantillons de minéraux, de végétaux ou d’animaux, dont il organise tant bien que mal l’échange, de villes à villes et d’États à États, à travers les continents.
Rien ne l’arrête, ni la modestie des moyens qui lui sont alloués, ni l’ampleur de la tâche qu’il se fixe, ni le scepticisme, sinon la défiance, qu’il rencontre en France. Au contraire, son enthousiasme le pousse toujours plus avant. Les stocks de livres qu’il achemine nécessitant des locaux pour les accueillir et permettre leur consultation, il s’intéresse nécessairement aux bibliothèques, et c’est ainsi qu’il est un des inspirateurs de la création de la première grande bibliothèque publique américaine, la Boston Public Library, dont il appelle la fondation dès 1841. L’échange entre la France et les États-Unis ne lui suffisant pas, il parvient à gagner d’autres pays à sa cause et étend son réseau jusqu'en Turquie et en Iran. Il participe aux expositions universelles, dont il se prétend même l’inventeur, notamment en tant que commissaire des États-Unis. Lorsque George Catlin organise la visite d’indiens Iowas à Paris, c’est Vattemare qui, comme il l'a fait pour d'autres américains, sert de cicérone à la troupe, et, à la mort d’une indienne, lui obtient des funérailles de première classe à l’église de la Madeleine et organise une souscription pour lui offrir, au cimetière de Montmartre, une sépulture ornée d’une sculpture de Préault. En 1862, malade et âgé, alors qu’il fait à Saint-Malo un séjour de convalescent, il parvient encore à créer le musée de la ville.

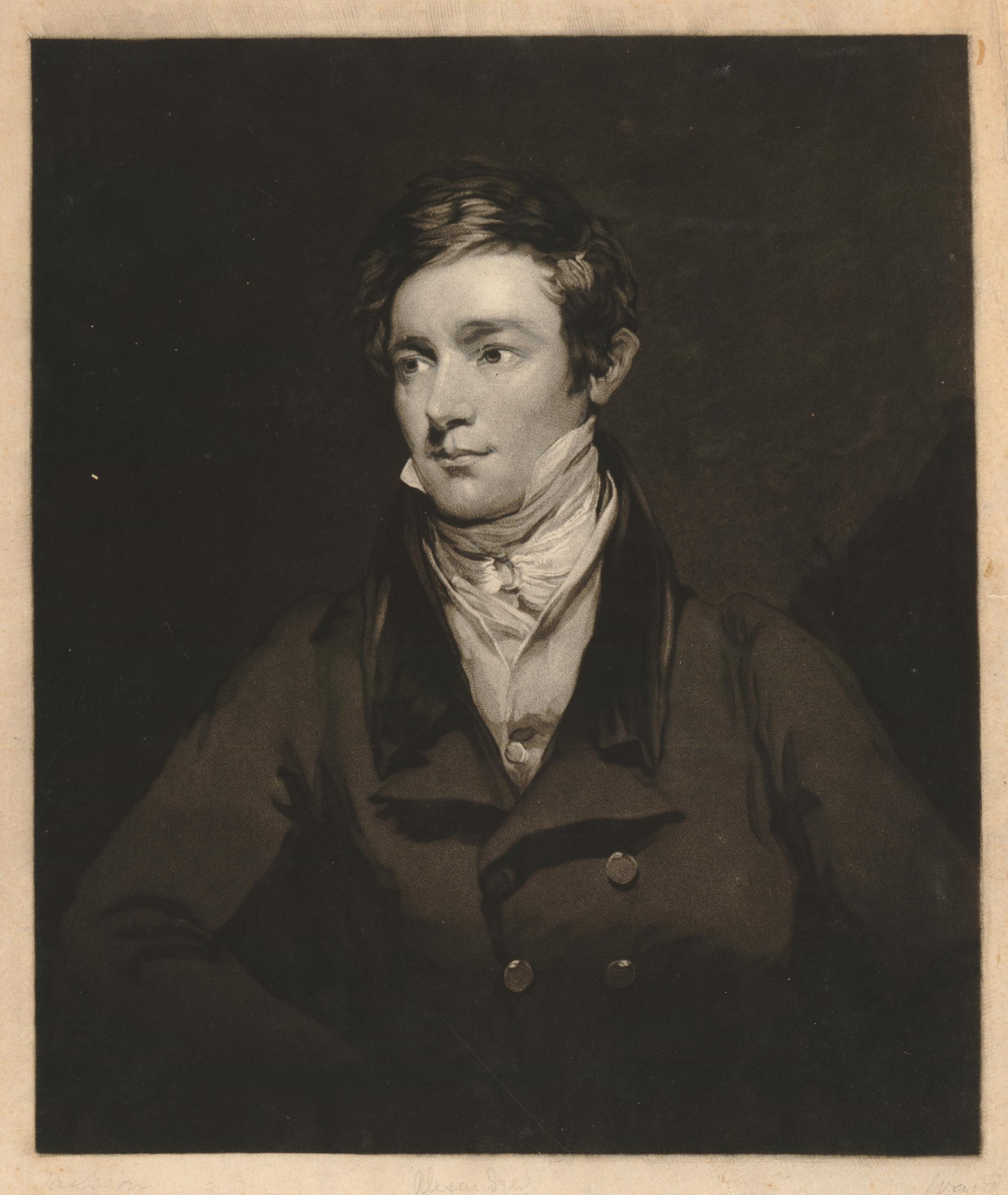
Alexandre Vattemare par William James Ward d’après John Jackson.

En 1853, le système d’échange a pris une ampleur considérable. Vattemare est tenu en haute estime aux États-Unis, où une loi a même été votée pour favoriser son entreprise, près de 130 bibliothèques et institutions sont impliquées à travers le monde, et, en 1855, un rapport de Guizot rend enfin hommage à ses réalisations. Même s'il reçoit moins d'aide en France que dans le Nouveau Monde, en 1842, à Paris, une salle de la bibliothèque de la ville accueille une « bibliothèque américaine » créée grâce au système d'échange.
Pourtant, l’œuvre s’effondre peu à peu, en partie victime de son succès. La considérable masse de publications et d’objets s’avère ingérable par une structure qui, faute de véritables soutiens, demeure réduite et bien trop centralisée. Les volumes s’accumulent, les retards s’accroissent, la guerre de Crimée, puis la guerre de Sécession immobilisent temporairement, et souvent définitivement, de larges portions du réseau.
Aujourd'hui oublié, Alexandre Vattemare est un précurseur dans le domaine des échanges culturels. C’est sous son inspiration directe, dans son sillage ou à sa suite que furent fondés les échanges de la Smithsonian Institution, crée en 1848 l’Institut canadien de Québec, instituée en 1877 la Commission française des échanges internationaux ou conclue en 1886 la Convention de Bruxelles concernant les échanges internationaux pour les documents officiels et pour les publications scientifiques et littéraires. Le Manuel des échanges internationaux des publications publié en 1956 par l’UNESCO lui rend explicitement hommage.